# ...a spravedlnost pro všechny
…a spravedlnost pro všechny (anglicky …And Justice For All) je americký film z roku 1979. Hlavní roli v něm ztvárnil Al Pacino nominovaný za svůj výkon na Oscara. Další nominaci si snímek odnesl i za scénář.

## Děj
Arthur Kirkland (Al Pacino) je mladý idealistický právník se silnými morálními hodnotami, který stále věří ve spravedlnost. Nic v jeho okolí se ale nevyvíjí podle jeho představ. Jeho klient sedí už měsíce ve vězení, ačkoliv je nevinný, a Arthur s tím kvůli americkým zákonům nemůže nic udělat. K tomu se zblázní i Arthurův blízký přítel a kolega Jay Porter, když jeden z Porterových bývalých soudem osvobozených klientů spáchá další vraždu. Arthur, který pravidelně navštěvuje svého stárnoucího dědečka, nakonec stojí sám na křižovatce, když je mu přidělen případ soudce Henryho T. Fleminga (John Forsythe) obviněného ze znásilnění mladé ženy. Arthur soudce nenávidí a věří v jeho vinu, je to ale dostatečný důvod k tomu, aby případ nepřijal? A pokud ho přijme, jak se má v dané situaci zachovat?

## Slavná scéna
Film je dnes proslavený hlavně závěrečnou explosivní scénou, kde Al Pacino řve: „You're out of order!“. Tato scéna se natočila i přes svou délku (přibližně 8 minut) na první pokus a dodnes bývá uváděna jako hlavní důvod, proč si za film Al Pacino odnesl Oscarovou nominaci.